# Список национальных парков Гаити
Республика Гаити располагает всего двумя национальными парками. Однако в государстве существует еще и один Национальный исторический парк, включающий в себя цитадель Ла-Ферьер, дворец Сан-Суси. Эти здания находятся в списке Всемирного наследия.

## Список национальных парков Гаити
| № | Название                       | Оригинальное название    | Площадь, км² | Дата основания | Вид |
| - | ------------------------------ | ------------------------ | ------------ | -------------- | --- |
| 1 | Пик Макайа (национальный парк) | Parc National Pic Macaya | 20           | 1983           |     |
| 2 | Ла Висит (национальный парк)   | Parc National La Visite  | 30           | 1983           |     |